# 小沢純子
小沢 純子（おざわ じゅんこ、1959年6月8日 - ）は、日本のゲームミュージックの作曲家。埼玉県出身。血液型はAB型。あだ名は「ZUNKO（ずんこ）」「ZUNちゃん（ずんちゃん）」。あだ名は作品のクレジット名義にも使われている。

## 来歴
4歳の頃からピアノを習い、1983年に音楽大学卒業後、株式会社ナムコ（後のバンダイナムコエンターテインメント）入社。ナムコ入社を志した動機は、マイクロマウス大会のイベントにて、ニャームコに一目惚れしたためとしており、他に『ニューラリーX』の曲が好きだったことを動機にあげたこともある。入社試験には、お手製のニャームコバッジをつけて臨んだという。
ナムコで最初に作った曲は、新人研修においてとくにゲームを想定せずに作られたものであったが、開発陣からは「ゲームに使えない」と退けられた。それを聞いた遠藤雅伸が、「その曲が使えるようなゲームを作るからとっておけ」と励まし、作られたゲームが『ドルアーガの塔』であった。曲はエンディングとネームエントリーに使われた。
『リブルラブル』におけるメンデルスゾーン「結婚行進曲」の編曲を経て、『ギャプラス』にてデビュー。代表曲とも言える『バビロニアン・キャッスル・サーガ』シリーズの楽曲は、現在も関連作品にてアレンジされたものが使われている。
アルバム『ザ・リターン・オブ・ビデオ・ゲーム・ミュージック』のライナーノーツに、自身の書き下ろしによる「MAKING OF DRUAGA MUSIC」と題した開発裏話を掲載。
2008年9月をもって同社を退社。以降も音楽活動を続ける傍ら、2018年現在は大田区の非常勤職員を務めている。

## 人物
- 口が大きく、『トイポップ』のデモ画面に表示される似顔絵は、最初の案より口を2ドット横に広げられたという[8]。
- 趣味はバイク[1]で、遠藤とよくツーリングに出たという[6]。
- 好きな有名人のタイプは、ドナルド・フェイゲン、マイケル・ビーン、渡瀬恒彦[1]。

## 作品

### アーケード
- リブルラブル（1983年）メンデルスゾーン「結婚行進曲」編曲[5]
- ギャプラス（1984年）
- ドルアーガの塔（1984年）作曲の他サウンドドライバも担当
- ディグダグII（1985年）慶野由利子と共作
- 一打逆転（1985年）
- バラデューク（1985年）パケット族の「I'm your friend」「Thank you」の声の出演
- スカイキッド（1985年）
- トイポップ（1986年）
- スカイキッドDX（1986年）
- イシターの復活（1986年）
- ローリングサンダー（1986年）
- パックマニア（1987年）慶野由利子、戸室仁人と共作
- クエスター（1987年）サウンドドライバ
- 爆突機銃艇（1988年）パケット族の「I'm your friend」「Thank you」および、やられたときの声の出演
- プロ野球ワールドスタジアム（1988年）慶野由利子、戸室仁人と共作
- プロテニスワールドコート（1988年）
- フォートラックス（1989年）高柳佳恵と共作
- プロ野球ワールドスタジアム'90激闘版（1990年）
- ファミリーボウル（1999年）
- スウィートランド4
- トレトレクリッパー
- すごろチックJAPAN

### コンシューマー他
- ドルアーガの塔（1985年）ファミコン版
- ワープマン（1985年）大野木宜幸、慶野由利子と共作
- バトルシティー（1985年）大野木宜幸と共作
- さんまの名探偵（1987年）慶野由利子と共作
- ファミリージョッキー（1987年）
- ファミリーテニス（1987年）
- カイの冒険（1988年）大野木宣幸、ひこのたけると共作
- プロ野球ファミリースタジアムシリーズ
- プロテニスワールドコート（1988年）
- ラサール石井のチャイルズクエスト（1989年）バッハこややしと共作
- ドルアーガの塔（1992年）PCエンジン版
- トップストライカー（1992年）
- ザ・ブルークリスタルロッド（1994年）
- 幽遊白書 特別篇（1994年）サウンドプログラム
- サイバースレッド（1995年）SOUND ENGINEER
- ナムコミュージアム VOL.3（1996年）『裏ドルアーガの塔』のエンディング曲を書き下ろしている。
- 風のクロノア（1997年）
- 風のクロノア ムーンライトミュージアム（1999年）
- リベログランデ2（2000年）効果音ほかを担当。
- ミスタードリラー（2000年）ゲームボーイカラー版
- ミスタードリラーエース ふしぎなパクテリア（2002年）
- ドンキーコンガシリーズ（2003年 - 2005年）
- 今日からマ王! はじマりの旅（2006年）
- ギャラガレギオンズ（2008年）
- パックマン チャンピオンシップ エディション DX（2010年）
- ドルアーガの迷宮（2011年）
- タッチ・ザ・マッピー 復活のニャームコ団（2016年）
- エイリアンフィールド3671（2018年）
- 8ビットリズムランド（2019年）
- スペースマウス2（2020年）
- 数字の星のありすとゆー（2021年）

### その他
- STANDARD THEME

アルバム『ザ・リターン・オブ・ビデオ・ゲーム・ミュージック』収録のオリジナル曲。

## メディア出演
- ザ・ナムコ・グラフィティ〈1〉完全保存版!NG総集編&特別編集号（ソフトバンク、ISBN 4-89052-585-8、1994年）
  - ナムコサウンドチームへのインタビュー。
  - 小沢の他、大野木宜幸、川田宏行も同席し、制作時のエピソードを対談形式で収録。

- ナムコミュージアムvol.3 超研究 じゅげむBOOKS（メディアファクトリー、ISBN 978-48899-13996、1996年）
  - ドルアーガの塔のサウンド製作についてのインタビュー出演。

- 「ビデオ・ゲーム・ミュージック」三部作復刻記念 大野木宜幸×小沢純子×遠藤雅伸 80'Sクロニクル座談会（エンターブレイン、2001年）
  - 月刊アルカディア2002年1月号掲載の対談記事。
  - 上記メンバーのほか細江慎治、佐宗綾子、佐野信義、相原隆行も同席。

- Diggin' in the Carts エピソード1:テレビゲームミュージックの到来（RED BULL MUSIC ACADEMY、2014年9月4日）[9]
  - ゲームミュージックが与えた世界的影響を掘り下げるドキュメンタリー動画。
  - インタビュー出演。

## 備考
デンマークのロックバンド、ザ・レヴォネッツは、2016年4月に楽曲「Junko Ozawa」を発表。リリックビデオの冒頭に「天才ゲーム音楽コンポーザー、小沢純子に捧げる」と記している。